# Loliolus (Nipponololigo) japonica
Loliolus (Nipponololigo) japonica is een inktvissensoort uit de familie van de Loliginidae. De wetenschappelijke naam van de soort werd voor het eerst geldig gepubliceerd in 1885 door Hoyle.